# Гуки
Гу́ки — колишнє село, а нині південна частина села Коханівка у Яворівському районі Львівської області. 
Орган місцевого самоврядування — Свидницька сільська рада.

## Історія
У 1880 році село належало до Яворівського повіту Королівства Галичини та Володимирії Австро-Угорської імперії. В селі мешкало 365 осіб, з них 355 греко-католиків і 10 римо-католиків. Місцева греко-католицька громада належала до парафії Коханівка Яворівського деканату Перемишльської єпархії.
У 1939 році в селі мешкало 190 осіб, з них 175 українців-греко-католиків, 10 українців-римокатоликів, 5 євреїв. Село входило до ґміни Нагачув Яворівського повіту Львівського воєводства. Греко-католицька громада належала до парафії Коханівка Краковецького деканату Перемишльської єпархії.
Наприкінці вересня 1939 року село зайняла Червона армія, а 27 листопада того ж року постановою Президії Верховної Ради УРСР село Гуки у складі Яворівського повіту включене до новоутвореної Львівської області.
У радянські часи Гуки були приєднані до сусіднього села Коханівка та утворили його південну частину.